# Handball-Bayernliga 1984/85
Die Handball-Bayernliga 1984/85 wurde unter dem Dach des „Bayerischen Handballverbandes“ (BHV) organisiert, sie ist die höchste Spielklasse des Landesverbandes Bayern und wurde hinter der Handball-Regionalliga als vierthöchste Spielklasse im deutschen Ligensystem eingestuft.

## Saisonverlauf
Die Handball-Bayernliga 1984/85 war die siebenundzwanzigste Ausspielung der Handball-Bayernligasaison. Bayerischer Meister sowie Aufsteiger in die Regionalliga Süd war der TSV 1846 Nürnberg. Vizemeister ohne Aufstiegsrecht wurde der TSV 1860 Ansbach.

### Modus
Zwölf Mannschaften spielten eine Hin- und Rückrunde um die „Bayerische Meisterschaft“ und den Aufstieg in die Regionalliga Süd. Die Plätze zehn bis zwölf waren Absteiger in die beiden Staffeln der Landesliga. Der Modus war für Männer und Frauen gleich.

## Teilnehmer und Platzierungen
Nicht mehr dabei waren die Auf- und Absteiger aus der Vorsaison. Neu dabei war ein Absteiger aus der Regionalliga (A) und die Aufsteiger (N) aus den Landesligen. Im Verlaufe der Saison traten zwölf Mannschaften in der Bayernliga an.

### Abschlusstabelle
Saison 1984/85 
|     | Mannschaft             | Spiele | Punkte |
| --- | ---------------------- | ------ | ------ |
| 1.  | TSV 1846 Nürnberg (N)  | 22     | 39:5   |
| 2.  | TSV 1860 Ansbach (A)   | 22     | 35:9   |
| 3.  | MTSV Schwabing II (N)  | 22     | 25:19  |
| 4.  | TS 1887 Selb           | 22     | 24:20  |
| 5.  | Post SV Regensburg     | 22     | 23:21  |
| 6.  | TuS Fürstenfeldbruck   | 22     | 23:21  |
| 7.  | HG Erlangen            | 22     | 23:21  |
| 8.  | TV 1861 Rothenburg     | 22     | 20:24  |
| 9.  | TSV 1846 Lohr          | 22     | 20:24  |
| 10. | ESV Ingolstadt-Ringsee | 22     | 19:25  |
| 11. | TSV Aichach            | 22     | 10:24  |
| 12. | TSV Wertingen (N)      | 22     | 3:41   |

Bereich des „Bayer. Handballverbandes“ (BHV)

(A) = Absteiger aus der Regionalliga Süd, (N) = neu in der Liga
  Bayerischer Meister und Aufsteiger zur Regionalliga Süd 1985/86 
  Für die Bayernliga  1985/86 qualifiziert 

### Frauen
- Die HG Regensburg wurde Bayerischer Meister und hat sich für die Regionalliga Süd der Frauen qualifiziert.